# Аріма-Мару
Аріма-Мару (Arima Maru) — судно, яке під час Другої світової війни взяло участь у операціях японських збройних сил у Мікронезії.
Судно спорудили в 1936 році як вантажно-пасажирське на корабельні Mitsubishi Jukogyo K.K. Nagasaki Zosensho в Нагасакі. Замовником виступила судноплавна компанія Nippon Yusen Kaisha, що поставила «Аріма-Мару» на свою навколосвітню лінію з рухом у східному напрямку.
25 травня 1941-го судно сіло на мілину поблизу перуанського порту Моллендо. 24 вересня «Аріма-Мару» зняли з мілини та відправили на буксирі в судна «Сакіто-Мару» до перуанського порту Кальяо, де провели аварійний ремонт. 9 жовтня — 20 листопада «Сакіто-Мару» провело «Аріма-Мару» на буксирі до Йокогами, де пошкоджене судно стало на повноцінний ремонт, що тривав 8 місяців.
6 липня 1942-го «Аріма-Мару» реквізували для потреб Імперської армії Японії, а з 29 грудня передали Імперського флоту Японії. Враховуючи нестачу суден для транспортування рідких вантажів, з 30 грудня 1942 по 20 лютого 1943 «Аріма-Мару» пройшло на верфі в Осаці переобладнання в танкер-заправник.
3—11 березня 1943-го «Аріма-Мару» пройшло з Куре до Сінгапура, де прийняло на борт 7880 тонн нафти й нафтопродуктів, а також три озброєні катери. Далі судно перейшло до Балікпапану, де був один з центрів нафтовидобутку на сході острова Борнео, при цьому під час переходу 25 березня ухилилось від торпедної атаки якогось підводного човна. У Балікпапані з «Аріма-Мару» вивантажили зазначені вище катери, а 30 березня танкер вийшов у море із завданням прямувати на атол Трук у центральній частині Каролінського архіпелагу, де була головна база японського ВМФ у Океанії. 3 квітня в районі Палау (західні Каролінські острови) «Аріма-Мару» узяв під охорону есмінець «Юдзукі». Тієї ж доби їх виявив американський підводний човен USS Haddock, що переслідував японські судна 5 годин та зміг біля опівдня зайняти позицію для атаки, після чого випустив 4 торпеди. Одна з них, націлена в есмінець, мала завелику глибину хода та пройшла під «Юдзукі», тоді як три інші уразили «Аріма-Мару» і викликали пожежу. «Юдзукі» контратакував глибинними бомбами, для ухилення від яких USS Haddock занурився на непроєктну глибину та зазнав деформації бойової рубки (втім, субмарина дійшла до Перл-Гарбору та за два з половиною місяці вийшла в черговий похід). Хоча «Аріма-Мару» певний час тримався на воді, 4 квітня танкер все-таки затонув.